# Klaipeda-Splendid
Das Klaipeda-Splendid Cycling Team war ein belgisch-litauisches Radsportteam.
Die Mannschaft wurde 2007 gegründet und ging aus einem litauischen Vereinsteam hervor. Sie besaß 2007 eine UCI-Lizenz als Continental Team und nahm damit hauptsächlich an Rennen der UCI Europe Tour teil. Der Hauptsponsor Klaipėda ist eine Stadt in Litauen. Manager war Patrick Tuerlinckx, der von der Sportlichen Leiterin Petra Decanniere unterstützt wurde. Die Mannschaft wurde mit Fahrrädern der Marke Prorace ausgestattet.
Eine Mannschaft dieses Namens oder mit diesem Management wurde zur Saison 2008 bei der UCI nicht registriert.

## Saison 2007

### Erfolge in der UCI Europe Tour
In den Rennen der Saison 2007 der UCI Europe Tour gelangen die nachstehenden Erfolge.
| Datum           | Rennen                                   | Fahrer               |
| --------------- | ---------------------------------------- | -------------------- |
| 29. Juni        | Litauische Zeitfahrmeisterschaft         | Gediminas Bagdonas   |
| 29. Juni        | Litauische Zeitfahrmeisterschaft (U23)   | Gediminas Bagdonas   |
| 30. Juni        | Litauische Straßenradmeisterschaft       | Ramūnas Navardauskas |
| 30. Juni        | Litauische Straßenradmeisterschaft (U23) | Ramunas Navardauskas |
| 9. September    | 2. Etappe Triptyque des Barrages         | Gediminas Bagdonas   |
| 8.–9. September | Gesamtwertung Triptyque des Barrages     | Gediminas Bagdonas   |

### Team
| Name                 | Geburtstag        | Nationalität       | Team 2008                  |
| -------------------- | ----------------- | ------------------ | -------------------------- |
| Nicky Allard         | 6. Juni 1986      | Belgien            |                            |
| Gediminas Bagdonas   | 26. Dezember 1985 | Litauen            | Ulan                       |
| Marius Bernatonis    | 1. Mai 1987       | Litauen            | Atlas Romer’s Hausbäckerei |
| Dave Bruylandts      | 12. Juli 1976     | Belgien            |                            |
| Arne Daelmans        | 16. April 1973    | Belgien            |                            |
| Bart De Spiegelaere  | 8. Dezember 1978  | Belgien            |                            |
| Stijn Dedecker       | 24. Oktober 1981  | Belgien            |                            |
| Gregg Germer         | 16. Dezember 1981 | Vereinigte Staaten |                            |
| Egidijus Juodvalkis  | 8. April 1988     | Litauen            | Ulan                       |
| Simas Kondrotas      | 1. Februar 1985   | Litauen            | Ulan                       |
| Aidis Kruopis        | 26. Oktober 1986  | Litauen            | Ulan                       |
| David Meys           | 18. Mai 1977      | Belgien            |                            |
| Mantas Mikuzis       | 24. Juli 1987     | Litauen            |                            |
| Algirdas Mockus      | 26. Oktober 1986  | Litauen            | Ulan                       |
| Mickael Muusse       | 19. Juli 1986     | Niederlande        |                            |
| Ramūnas Navardauskas | 30. Januar 1988   | Litauen            | Ulan                       |
| Gianni Riemslagh     | 13. Dezember 1979 | Belgien            |                            |
| Roel Vanmuysen       | 16. Februar 1983  | Belgien            | Profel Ziegler             |
| Davy Verstraelen     | 7. Juli 1985      | Belgien            |                            |